# Euro Hockey League 2018/2019
De Euro Hockey League 2018/2019 wordt het twaalfde seizoen van de Euro Hockey League. De voorronde van dit door de EHF georganiseerde Europese clubtoernooi werd gehouden van 5 t/m 7 oktober in Barcelona. De knock-outfase werd in zijn geheel afgewerkt van 17 t/m 22 april in Eindhoven. Titelhouder HC Bloemendaal heeft zich vorig jaar via de Nederlandse competitie niet kunnen plaatsen voor deze editie.
Waterloo Ducks was in de finale te sterk voor Rot-Weiss Köln en wist als eerste Belgische club beslag te leggen op de Europese beker. Het was voor het eerst sinds de oprichting in 2007 dat geen Nederlandse club zich voor de halve finales wist te plaatsen.

## Deelname en teams
Er doen 24 teams van 12 verschillende bonden mee aan het toernooi en de verdeling gaat verder op basis van de ranglijst van de EHF-coëfficiënten. Hierbij wordt gekeken naar de Europese prestaties van het seizoen 2015/16 tot en met 2017/18.
- De landen op plaats 1 t/m 4 mogen drie clubs afvaardigen
- De landen op plaats 5 t/m 8 mogen twee clubs afvaardigen
- De landen op plaats 9 t/m 12 mogen één club afvaardigen

### EHL Ranglijst
| Rang | Rang | Land        | EHF-coëfficiënt | EHF-coëfficiënt | EHF-coëfficiënt | EHF-coëfficiënt | Plaatsen EHL 2018/19 | Plaatsen EHL 2018/19 | Plaatsen EHL 2018/19 |
| 2018 | 2017 | Land        | 2015/16 (25%)   | 2016/17 (50%)   | 2017/18 (100%)  | Totaal          | Achtste finales      | Voorronde            | Totaal               |
| ---- | ---- | ----------- | --------------- | --------------- | --------------- | --------------- | -------------------- | -------------------- | -------------------- |
| 1    | 1    | Nederland   | 30.667          | 20.667          | 32.000          | 50.000          | 2                    | 1                    | 3                    |
| 2    | 2    | Duitsland   | 20.333          | 24.667          | 16.000          | 33.417          | 2                    | 1                    | 3                    |
| 3    | 3    | België      | 16.667          | 18.333          | 20.000          | 33.333          | 2                    | 1                    | 3                    |
| 4    | 4    | Spanje      | 17.667          | 17.000          | 15.333          | 28.250          | 2                    | 1                    | 3                    |
| 5    | 7    | Frankrijk   | 10.000          | 11.500          | 16.000          | 24.250          | 1                    | 1                    | 2                    |
| 6    | 5    | England     | 11.000          | 16.500          | 11.000          | 22.000          | 1                    | 1                    | 2                    |
| 7    | 8    | Rusland     | 10.000          | 10.000          | 13.000          | 20.500          | 1                    | 1                    | 2                    |
| 8    | 9    | Schotland   | 9.500           | 10.500          | 11.500          | 19.125          | 1                    | 1                    | 2                    |
| 9    | 6    | Ierland     | 11.500          | 12.000          | 10.000          | 18.875          | 0                    | 1                    | 1                    |
| 10   | 10   | Polen       | 9.500           | 7.500           | 7.500           | 13.625          | 0                    | 1                    | 1                    |
| 11   | 11   | Oostenrijk  | 4.000           | 9.500           | 7.000           | 12.750          | 0                    | 1                    | 1                    |
| 12   | 15   | Wit-Rusland | 2.500           | 3.500           | 9.000           | 11.375          | 0                    | 1                    | 1                    |
| 13   | 14   | Zwitserland | 3.500           | 7.500           | 4.500           | 9.125           | 0                    | 0                    | 0                    |
| 14   | 12   | Wales       | 7.500           | 6.000           | 4.000           | 8.875           | 0                    | 0                    | 0                    |
| 15   | 17   | Oekraïne    | 0.000           | 0.000           | 6.500           | 6.500           | 0                    | 0                    | 0                    |
| 16   | 13   | Italië      | 6.000           | 5.500           | 2.000           | 6.250           | 0                    | 0                    | 0                    |
| 17   | 16   | Tsjechië    | 4.500           | 2.000           | 0.000           | 2.125           | 0                    | 0                    | 0                    |

### Gekwalificeerde teams
Onderstaande tabel geeft alle deelnemers aan deze editie weer en toont in welke ronde de club van start gaat.
| Voorronde          | Voorronde         | Voorronde          |
| Kampioenen         | Niet-kampioenen   | Niet-kampioenen    |
| ------------------ | ----------------- | ------------------ |
| Three Rock Rovers  | Oranje-Rood       | Racing France      |
| Grunwald Poznań    | Mannheimer HC     | Wimbledon          |
| Arminen            | Léopold           | Dinamo Elektrostal |
| Minsk              | Junior            | Grange             |
| Achtste finales    |                   |                    |
| Kampioenen         | Kampioenen        | Niet-kampioenen    |
| Kampong            | Saint Germain     | Amsterdam          |
| Uhlenhorst Mülheim | Surbiton          | Rot-Weiss Köln     |
| Dragons            | Dinamo Kazan      | Waterloo Ducks     |
| Real Club de Polo  | Grove Menzieshill | Club Egara         |

## Wijzigingen
De EHL had besloten de proef met de dubbele puntentelling, die bij de vorige editie werd ingezet voor velddoelpunten niet voort meer te zetten. Elk doelpunt ongeacht deze met de strafcorner, strafbal of veldactie is gemaakt telt weer voor een. Door de overvolle internationale hockeykalender dit jaar met de FIH Hockey Pro League 2019 heeft de EHL besloten in de knock-out fase de KO16 en de Final4 tot één zesdaags-evenement te combineren in het Paasweekend van 17 tot en met 22 april.

## Voorronde
De voorronde werd gehouden van 5 tot en met 7 oktober in het Pau Negre stadion in Barcelona. De loting hiervoor vond plaats op 18 juli 2018. Er zijn vier poules en iedere club speelt twee wedstrijden. Bij een overwinning worden vijf punten verdiend, bij een gelijkspel twee en verlies één punt, tenzij wordt verloren met drie of meer doelputen verschil, dan worden geen punten toegekend.
Vermelde tijden zijn lokale tijden, MET (UTC+1).

#### Groep A
| Team        | Gespeeld | W | G | V | DV | DT | DS | Pnt |
| ----------- | -------- | - | - | - | -- | -- | -- | --- |
| Oranje-Rood | 2        | 2 | 0 | 0 | 8  | 1  | +7 | 10  |
| Arminen     | 2        | 1 | 0 | 1 | 5  | 3  | +2 | 6   |
| Grange      | 2        | 0 | 0 | 2 | 1  | 10 | −9 | 0   |

| Datum                 | Wedstrijd             | Uitslag | Scoreverloop | Scheidsrechters                           |
| --------------------- | --------------------- | ------- | --- | ----------------------------------------- |
| 5 oktober 2018, 13:30 | Arminen - Grange      | 4 – 1   | 4'(sc) Philip Schmidt 1-0, 17' Alexander Bele 2-0, 28' Alexander Bele 3-0, 33' Patrick Schmidt 3-0, 40' Jacob Tweedie 4-1.                  | Rob Abbot (IRL) Laurine Delforge (BEL)    |
| 6 oktober 2018, 12:30 | Oranje-Rood - Grange  | 6 – 0   | 13' Thomas Briels 1-0, 15' Bob de Voogd 2-0, 21'(sc) Teun Beins 3-0, 24' Lucas Martinez 4-0, 42' Thomas Briels 5-0, 56' Lucas Martinez 6-0. | Luca Ferrara (ITA) Tim Meissner (GER)     |
| 7 oktober 2018, 11:45 | Oranje-Rood - Arminen | 2 – 1   | 14' Benjamin Stanzl 1-0, 18' Alexander Bele 1-1, 22' Benjamin Stanzl 2-1.                                                                   | Sean Edwards (ENG) Michelle Meister (GER) |

#### Groep B
| Team               | Gespeeld | W | G | V | DV | DT | DS | Pnt |
| ------------------ | -------- | - | - | - | -- | -- | -- | --- |
| Mannheimer HC      | 2        | 1 | 1 | 0 | 8  | 3  | +5 | 7   |
| Wimbledon          | 2        | 1 | 1 | 0 | 6  | 3  | +3 | 7   |
| Dinamo Elektrostal | 2        | 0 | 0 | 2 | 4  | 12 | −8 | 0   |

| Datum                 | Wedstrijd                          | Uitslag | Scoreverloop | Scheidsrechters                        |
| --------------------- | ---------------------------------- | ------- | --- | -------------------------------------- |
| 5 oktober 2018, 18:00 | Wimbledon - Dinamo Elektrostal     | 5 – 2   | 9' Eugene Malthouse 1-0, 22'(sc) Iain Lewers 2-0, 26' Jonathan Codling 3-0, 27' Ian Sloan 4-0, 29' Phil Roper 5-0, 30' Nikita Dvoretsky 5-1, 50' Mikhail Proskuriakov 5-2.                                                   | Tim Meissner (GER) Andres Ortiz (ESP)  |
| 6 oktober 2018, 17:00 | Mannheimer HC - Dinamo Elektrostal | 7 – 2   | 7' Nikita Dvoretsky 0-1, 17'(sc) Gonzalo Paillat 1-1, 32'(sc) Gonzalo Paillat 2-1, 34'(sc) Tino Nguyen 3-1, 46' Felix Schües 4-1, 50' Guido Barreiros 5-1, 53' Lucas Vila 6-1, 59'(sc) Ilya Larikov 6-2, 60' Lucas Vila 7-2. | Luca Ferrara (ITA) Tim Meissner (GER)  |
| 7 oktober 2018, 14:00 | Mannheimer HC - Wimbledon          | 1 – 1   | 19' (sc) Gonzalo Paillat 1-0, 48' Ed Horler 1-1. | Andres Ortiz (ESP) Michiel Otten (NED) |

#### Groep C
| Team            | Gespeeld | W | G | V | DV | DT | DS | Pnt |
| --------------- | -------- | - | - | - | -- | -- | -- | --- |
| Léopold         | 2        | 2 | 0 | 0 | 8  | 1  | +7 | 10  |
| Grunwald Poznań | 2        | 1 | 0 | 1 | 3  | 4  | −1 | 6   |
| Minsk           | 2        | 0 | 0 | 2 | 1  | 7  | −6 | 1   |

| Datum                 | Wedstrijd                 | Uitslag | Scoreverloop | Scheidsrechters                           |
| --------------------- | ------------------------- | ------- | --- | ----------------------------------------- |
| 5 oktober 2018, 18:00 | Minsk - Grunwald Poznań   | 1 – 2   | 13' Mateusz Hulboj 0-1, 56' Artur Mikula 0-2, 58' Uladzislau Kochkin 1-2.                                                         | Luca Ferrara (ITA) Michelle Meister (GER) |
| 6 oktober 2018, 10:15 | Léopold - Grunwald Poznań | 3 – 1   | 5'(sc) Kane Russell 1-0, 19'(sc) Kane Russell 2-0, 25'(sc) Tanguy Zimmer 3-0, 56' Artur Mikula 3-1.                               | Luca Ferrara (ITA) Tim Meissner (GER)     |
| 7 oktober 2018, 9:30  | Léopold - Minsk           | 5 – 0   | 33'(sc) Kane Russell 1-0, 46' Tom Degroote 2-0, 49' Gaspard Baumgarten 3-0, 59'(sb) Tom Degroote 4-0, 59' Gaspard Baumgarten 5-0. | Rob Abbott (IRL) Alex Fedenczuk (SCO)     |

#### Groep D
| Team              | Gespeeld | W | G | V | DV | DT | DS  | Pnt |
| ----------------- | -------- | - | - | - | -- | -- | --- | --- |
| Three Rock Rovers | 2        | 1 | 1 | 0 | 7  | 1  | +6  | 7   |
| Junior            | 2        | 1 | 1 | 0 | 6  | 2  | +4  | 7   |
| Racing France     | 2        | 0 | 0 | 2 | 1  | 11 | −10 | 0   |

| Datum                 | Wedstrijd                         | Uitslag | Scoreverloop | Scheidsrechters                            |
| --------------------- | --------------------------------- | ------- | --- | ------------------------------------------ |
| 5 oktober 2018, 15:45 | Racing France - Three Rock Rovers | 0 – 6   | 27' Conor Empey 0-1, 36'(sc) Daragh Walsh 0-2, 50'(sc) Mitch Darling 0-3, 52' Mitch Darlin 0-4, 56' Mark English 0-5, 57' Ross Canning 0-6. | Sean Edwards (ENG) Luka Zupancic (AUT)     |
| 6 oktober 2018, 14:45 | Junior - Three Rock Rovers        | 1 – 1   | 53'(sc) Sergi Enrique 1-0, 59'(sc) Luke Madeley 1-1.                                                                                        | Laurine Delforge (BEL) Michiel Otten (NED) |
| 7 oktober 2018, 16:15 | Junior - Racing France            | 5 – 1   | 2' Javier Garcia 1-0, 13' Gabriel Dabanch 2-0, 22'(sc) Alex Gil 3-0, 47' Nil Mari 4-0, 52' Thibault Fouquet 4-1, 53' Lucas Garcia 5-1.      | Laurine Belforge (BEL) Tim Meissner (GER)  |

## Knock-outfase
De knock-outfase van het toernooi vond plaats op het Sportpark Aalsterweg in Eindhoven van 17 t/m 22 april 2019. De loting vond plaats op 21 oktober 2018 en het programma werd op 18 november 2018 bekendgemaakt.
Vermelde tijden zijn lokale tijden, MET (UTC+1).

### Gekwalificeerde teams
Voor de knock-outfase hebben zich 16 clubs gekwalificeerd, waarvoor 12 clubs al zeker waren en 4 clubs zich via de voorronde kwalificeerden.
| Kampioenen (direct geplaatst) | Niet-kampioenen en voorronde winnaars (ongeplaatst) |
| ----------------------------- | --------------------------------------------------- |
| Kampong                       | Amsterdam                                           |
| Uhlenhorst Mülheim            | Rot-Weiss Köln                                      |
| Dragons                       | Waterloo Ducks                                      |
| Real Club de Polo             | Club Egara                                          |
| Saint Germain                 | Oranje-Rood                                         |
| Surbiton                      | Mannheimer HC                                       |
| Dinamo Kazan                  | Léopold                                             |
| Grove Menzieshill             | Three Rock Rovers                                   |

### Speelschema
|  | Achtste finales       | Achtste finales          |                       |       | Kwartfinales      | Kwartfinales |          |          | Halve finales | Halve finales |  |  | Finale | Finale |
|  |                       |                          |                       |       |                   |              |          |          |               |               |  |  |        |        |
|  | 17 april              |                          |                       |       |                   |              |          |          |               |               |  |  |        |        |
|  |                       |                          |                       |       |                   |              |          |          |               |               |  |  |        |        |
|  | Dragons               | 4                        |                       |       |                   |              |          |          |               |               |  |  |        |        |
|  | Dragons               | 4                        | 20 april              |       |                   |              |          |          |               |               |  |  |        |        |
|  | Three Rock Rovers     | 2                        |                       |       |                   |              |          |          |               |               |  |  |        |        |
|  | Three Rock Rovers     | 2                        | Dragons               | 1 (2) |                   |              |          |          |               |               |  |  |        |        |
|  | 17 april              |                          | Dragons               | 1 (2) |                   |              |          |          |               |               |  |  |        |        |
|  |                       | Waterloo Ducks (s.o.)    | 1 (3)                 |       |                   |              |          |          |               |               |  |  |        |        |
|  | Waterloo Ducks (s.o.) | Waterloo Ducks (s.o.)    | 1 (3)                 | 1 (4) |                   |              |          |          |               |               |  |  |        |        |
|  | Waterloo Ducks (s.o.) |                          | 21 april              | 1 (4) |                   |              |          |          |               |               |  |  |        |        |
|  | Surbiton              | 1 (2)                    |                       |       |                   |              |          |          |               |               |  |  |        |        |
|  | Surbiton              | 1 (2)                    | Waterloo Ducks (s.o.) | 1 (3) |                   |              |          |          |               |               |  |  |        |        |
|  | 17 april              |                          | Waterloo Ducks (s.o.) | 1 (3) |                   |              |          |          |               |               |  |  |        |        |
|  |                       | Mannheimer HC            | 1 (1)                 |       |                   |              |          |          |               |               |  |  |        |        |
|  | Dinamo Kazan          | Mannheimer HC            | 1 (1)                 | 0     |                   |              |          |          |               |               |  |  |        |        |
|  | Dinamo Kazan          | 20 april                 |                       | 0     |                   |              |          |          |               |               |  |  |        |        |
|  | Mannheimer HC         | 6                        |                       |       |                   |              |          |          |               |               |  |  |        |        |
|  | Mannheimer HC         | 6                        | Mannheimer HC (s.o.)  | 4 (4) |                   |              |          |          |               |               |  |  |        |        |
|  | 17 april              |                          | Mannheimer HC (s.o.)  | 4 (4) |                   |              |          |          |               |               |  |  |        |        |
|  |                       | Uhlenhorst Mülheim       | 4 (2)                 |       |                   |              |          |          |               |               |  |  |        |        |
|  | Oranje-Rood           | Uhlenhorst Mülheim       | 4 (2)                 | 2     |                   |              |          |          |               |               |  |  |        |        |
|  | Oranje-Rood           |                          | 22 april              | 2     |                   |              |          |          |               |               |  |  |        |        |
|  | Uhlenhorst Mülheim    | 3                        |                       |       |                   |              |          |          |               |               |  |  |        |        |
|  | Uhlenhorst Mülheim    | 3                        | Waterloo Ducks        | 4     |                   |              |          |          |               |               |  |  |        |        |
|  | 18 april              |                          | Waterloo Ducks        | 4     |                   |              |          |          |               |               |  |  |        |        |
|  |                       | Rot-Weiss Köln           | 0                     |       |                   |              |          |          |               |               |  |  |        |        |
|  | Kampong               | Rot-Weiss Köln           | 0                     | 2     |                   |              |          |          |               |               |  |  |        |        |
|  | Kampong               | 20 april                 |                       | 2     |                   |              |          |          |               |               |  |  |        |        |
|  | Rot-Weiss Köln        | 3                        |                       |       |                   |              |          |          |               |               |  |  |        |        |
|  | Rot-Weiss Köln        | 3                        | Rot-Weiss Köln (s.o.) | 2 (6) |                   |              |          |          |               |               |  |  |        |        |
|  | 18 april              |                          | Rot-Weiss Köln (s.o.) | 2 (6) |                   |              |          |          |               |               |  |  |        |        |
|  |                       | Amsterdam                | 2 (5)                 |       |                   |              |          |          |               |               |  |  |        |        |
|  | Amsterdam             | Amsterdam                | 2 (5)                 | 12    |                   |              |          |          |               |               |  |  |        |        |
|  | Amsterdam             |                          | 21 april              | 12    |                   |              |          |          |               |               |  |  |        |        |
|  | Grove Menzieshill     | 1                        |                       |       |                   |              |          |          |               |               |  |  |        |        |
|  | Grove Menzieshill     | 1                        | Rot-Weiss Köln        | 3     |                   |              |          |          |               |               |  |  |        |        |
|  | 18 april              |                          | Rot-Weiss Köln        | 3     |                   |              |          |          |               |               |  |  |        |        |
|  |                       | Real Club de Polo        | 1                     |       | 3e/4e plaats      | 3e/4e plaats |          |          |               |               |  |  |        |        |
|  | Saint Germain         | Real Club de Polo        | 1                     | 1 (1) | 3e/4e plaats      | 3e/4e plaats |          |          |               |               |  |  |        |        |
|  | Saint Germain         | 20 april                 | 20 april              | 1 (1) |                   |              | 22 april | 22 april |               |               |  |  |        |        |
|  | Club Egara (s.o.)     | 20 april                 | 20 april              | 1 (2) |                   |              | 22 april | 22 april |               |               |  |  |        |        |
|  | Club Egara (s.o.)     | Club Egara               | 3 (0)                 | 1 (2) | Mannheimer HC     | 3            |          |          |               |               |  |  |        |        |
|  | 18 april              | Club Egara               | 3 (0)                 |       | Mannheimer HC     | 3            |          |          |               |               |  |  |        |        |
|  |                       | Real Club de Polo (s.o.) | 3 (3)                 |       | Real Club de Polo | 1            |          |          |               |               |  |  |        |        |
|  | Léopold               | Real Club de Polo (s.o.) | 3 (3)                 | 3     | Real Club de Polo | 1            |          |          |               |               |  |  |        |        |
|  | Léopold               |                          |                       | 3     |                   |              |          |          |               |               |  |  |        |        |
|  | Real Club de Polo     | 4                        |                       |       |                   |              |          |          |               |               |  |  |        |        |
|  | Real Club de Polo     | 4                        |                       |       |                   |              |          |          |               |               |  |  |        |        |

### Achtste finales
| 17 april 2019 12:45 |                  |                                                                          |                                 |
| Dinamo Kazan        | 0–6              | Mannheimer HC                                                            | Sportpark Aalsterweg, Eindhoven |
|                     | Wedstrijdverslag | Peillat 13 (sc)', 19 (sc)', 55 (sc)' Vila 17 (sc)' Schües 41' Holste 45' | Sportpark Aalsterweg, Eindhoven |

| 17 april 2019 15:00                                         |                  |                        |                                 |
| Dragons                                                     | 4–2              | Three Rock Rovers      | Sportpark Aalsterweg, Eindhoven |
| Raes 12' O'Donoghue 22 (sc)' Van Aubel 44' Denayer 46 (sb)' | Wedstrijdverslag | Hosking 22' Morris 35' | Sportpark Aalsterweg, Eindhoven |

| 17 april 2019 17:15                          |                  |                                         |                                 |
| Waterloo Ducks                               | 1–1              | Surbiton                                | Sportpark Aalsterweg, Eindhoven |
| Pangrazio 26'                                | Wedstrijdverslag | Goodfield 23'                           | Sportpark Aalsterweg, Eindhoven |
| Shoot-out                                    |                  |                                         | Sportpark Aalsterweg, Eindhoven |
| Boccard Gougnard Van Straaten Dohmen Penelle | 4–2              | Drayton Chana Wallace Forsyth Goodfield | Sportpark Aalsterweg, Eindhoven |

| 17 april 2019 19:30              |                  |                                |                                 |
| Oranje-Rood                      | 2–3              | Uhlenhorst Mülheim             | Sportpark Aalsterweg, Eindhoven |
| Van der Weerden 22' De Voogd 43' | Wedstrijdverslag | Schiffer 3' Herzbruch 35', 51' | Sportpark Aalsterweg, Eindhoven |

| 18 april 2019 12:45                          |                  |                                      |                                 |
| Saint Germain                                | 1–1              | Club Egara                           | Sportpark Aalsterweg, Eindhoven |
| Rogeau 36'                                   | Wedstrijdverslag | Aura 8'                              | Sportpark Aalsterweg, Eindhoven |
| Shoot-out                                    |                  |                                      | Sportpark Aalsterweg, Eindhoven |
| T. Genestet Gohlke F. Goyet Mercurio Pauchet | 1–2              | Ruiz Divorra Clapés P. Gispert Romeu | Sportpark Aalsterweg, Eindhoven |

| 18 april 2019 15:00                            |                  |                                                 |                                 |
| Léopold                                        | 3–4              | Real Club de Polo                               | Sportpark Aalsterweg, Eindhoven |
| Cuvelier 25' Russell 39 (sc)' A. Verdussen 43' | Wedstrijdverslag | A. Reyne 13', 22' Llorens 45 (sc)' Rey 59 (sc)' | Sportpark Aalsterweg, Eindhoven |

| 18 april 2019 17:15 |                  |                   |                                 |
| Amsterdam | 12–1             | Grove Menzieshill | Sportpark Aalsterweg, Eindhoven |
| Reid-Ross 5', 17 (sc)', 25 (sc)' Burkhardt 20', 45 (sc)', 49' Pruyser 22', 32', 56' Verga 39 (sc)' Hiebendaal 39' Van Kan 57' | Wedstrijdverslag | J. Golden 31'     | Sportpark Aalsterweg, Eindhoven |

| 18 april 2019 19:30               |                  |                                                  |                                 |
| Kampong                           | 2–3              | Rot-Weiss Köln                                   | Sportpark Aalsterweg, Eindhoven |
| Janssen 29 (sc)' Havenga 55 (sc)' | Wedstrijdverslag | T. Grambusch 34 (sc)' M. Grambusch 51 (sc)', 60' | Sportpark Aalsterweg, Eindhoven |

### Kwartfinales
| 20 april 2019 09:30               |                  |                                                  |                                 |
| Mannheimer HC                     | 4–4              | Uhlenhorst Mülheim                               | Sportpark Aalsterweg, Eindhoven |
| Vila 6', 29' Haase 13 (sc)', 50'  | Wedstrijdverslag | Windfeder 17 (sc)', 27 (sc)', 35 (sc)', 53 (sc)' | Sportpark Aalsterweg, Eindhoven |
| Shoot-out                         |                  |                                                  | Sportpark Aalsterweg, Eindhoven |
| Fischer Harris Hinrichs Barreiros | 4–2              | Bosserhoff Herzbruch Pereira Weinke              | Sportpark Aalsterweg, Eindhoven |

| 20 april 2019 11:45                      |                  |                                    |                                 |
| Dragons                                  | 1–1              | Waterloo Ducks                     | Sportpark Aalsterweg, Eindhoven |
| Rubens 56 (sc)'                          | Wedstrijdverslag | Boccard 37 (sc)'                   | Sportpark Aalsterweg, Eindhoven |
| Shoot-out                                |                  |                                    | Sportpark Aalsterweg, Eindhoven |
| Van Aubel Denayer Rubens O'Donoghue Raes | 2–3              | Boccard Dohmen Van Straaten Dohmen | Sportpark Aalsterweg, Eindhoven |

| 20 april 2019 14:00            |                  |                                |                                 |
| Club Egara                     | 3–3              | Real Club de Polo              | Sportpark Aalsterweg, Eindhoven |
| Romeu 5 (sc)' Mercadé 35', 48' | Wedstrijdverslag | Alegre 37', 53' Oliva 51 (sc)' | Sportpark Aalsterweg, Eindhoven |
| Shoot-out                      |                  |                                | Sportpark Aalsterweg, Eindhoven |
| Ruiz Farrés-Palet Clapés       | 0–3              | Oliva Alegre Llorens           | Sportpark Aalsterweg, Eindhoven |

| 20 april 2019 16:15                                     |                  |                                                        |                                 |
| Rot-Weiss Köln                                          | 2–2              | Amsterdam                                              | Sportpark Aalsterweg, Eindhoven |
| Große 35 (sc)' Rühr 47'                                 | Wedstrijdverslag | Pruyser 52' Verga 54'                                  | Sportpark Aalsterweg, Eindhoven |
| Shoot-out                                               |                  |                                                        | Sportpark Aalsterweg, Eindhoven |
| Große M. Grambusch Rühr Miltkau Prinz M. Grambusch Rühr | 6–5              | Verga Bakker Hiebendaal Rohof Pruyser Verga Hiebendaal | Sportpark Aalsterweg, Eindhoven |

### Halve finales
| 21 april 2019 13:00                          |        |                                   |                                 |
| Waterloo Ducks                               | 1–1    | Mannheimer HC                     | Sportpark Aalsterweg, Eindhoven |
| Ghislain 59'                                 | Report | Peillat 60 (sc)'                  | Sportpark Aalsterweg, Eindhoven |
| Shoot-out                                    |        |                                   | Sportpark Aalsterweg, Eindhoven |
| Boccard Gougnard Van Straaten Dohmen Penelle | 3–1    | Fischer Harris Hinrichs Barreiros | Sportpark Aalsterweg, Eindhoven |

| 21 april 2019 15:15 |        |                                               |                                 |
| Real Club de Polo   | 1–3    | Rot-Weiss Köln                                | Sportpark Aalsterweg, Eindhoven |
| L. Baron 22'        | Report | Rühr 14 (sc)' T. Grambusch 32 (sc)', 40 (sc)' | Sportpark Aalsterweg, Eindhoven |

### 3e/4e plaats
| 22 april 2019 13:00                  |                  |                   |                                 |
| Mannheimer HC                        | 3–1              | Real Club de Polo | Sportpark Aalsterweg, Eindhoven |
| Peillat 33 (sc)', 51 (sc)' Haase 55' | Wedstrijdverslag | L. Baron 50'      | Sportpark Aalsterweg, Eindhoven |

### Finale
| 22 april 2019 15:15                                       |                  |                |                                 |
| Waterloo Ducks                                            | 4–0              | Rot-Weiss Köln | Sportpark Aalsterweg, Eindhoven |
| Ghislain 42' Boccard 58 (sc)' Bertrand 60' Van Lierde 60' | Wedstrijdverslag |                | Sportpark Aalsterweg, Eindhoven |

## Kampioen
| Euro Hockey League 2018/2019 |
| ---------------------------- |
| Waterloo Ducks 1ste titel    |